# 천봉산
천봉산(天鳳山)은 전라남도 보성군 대원사 사찰 앞에 있는 산이다. 